# حكومة أديناور الخامسة
تم تشكيل حكومة أديناور الخامسة بقيادة المستشار كونراد أديناور بعد فترة وجيزة من انهيار حكومة أديناور الرابعة السابقة بسبب قضية شبيغل. وكانت الاستقالة القسرية لوزير الدفاع فرانتس جوزيف شتراوس مطلب أساسي للحصول على دعم الحزب الديمقراطي الحر للحكومة. أدت حكومة أديناور الخامسة اليمين الدستورية في 14 كانون الأول 1962. قرر أديناور التقاعد بعد بضعة أشهر فقط، وبعد ذلك اُنتخب لودفيغ إيرهارد كمستشار وشكل حكومته الأولى في 17 تشرين الأول 1963.

## وصلات خارجية
- مجلس الوزراء الألماني  (بالإنجليزية)
- الوزارات الاتحادية في ألمانيا (بالإنجليزية)